# Acronicta solimana
Acronicta solimana là một loài bướm đêm trong họ Noctuidae.